# Jakub Gordin
Jakub (Jaakow) Michajłowicz Gordin (ur. 1 maja 1853 w Mirhorodzie, zm. 11 czerwca 1909 w Nowym Jorku) – żydowski dramatopisarz tworzący w języku jidysz. Napisał i przetłumaczył z innych języków ponad 100 dramatów.

## Życiorys
Pochodził z rodziny chasydzkiej, uzyskał wykształcenie świeckie i religijne. W latach 70. XIX wieku debiutował publikując teksty w prasie rosyjskiej. W 1879 roku był założycielem Duchowego Bractwa Biblijnego, podjął także próbę utworzenia żydowskiej kolonii rolniczej w Rosji, był jednak krytykowany za dążenie do chrystianizacji judaizmu. 
W 1891 roku opuścił Rosję i zamieszkał w Nowym Jorku, podjął następnie próbę wydawania gazety w języku rosyjskim, zainteresował się także teatrem jidysz. W listopadzie 1891 roku wystawiono jego pierwszą sztukę pt. Syberia. W 1908 roku był jednym z organizatorów konferencji w Czerniowcach.
Był autorem około 80 sztuk teatralnych. 